# Кремень-Арена имени Олега Бабаева
Кремень-Арена имени Олега Бабаева — футбольный стадион в Кременчуге, вмещает 1500 зрителей. Является домашней ареной ФК «Кремень». Находится на севере Городского сада.

## История
Стадион было решено строить в 2007 году в связи с тем, что старый стадион, «Политехник», который принадлежит Кременчугскому национальному университету, не подходит по футбольными нормами и правилами.
На строительство было выделено: из Министерства финансов и городского бюджета — по 2 млн грн., Из областного — 2,5 млн грн., остальные средства — от инициатора строительства стадиона, владельца клуба, в то время народного депутата, а затем мэра города — Олега Бабаева..
27 августа 2014 года решением городского совета стадиону присвоено имя Олега Бабаева.

## Описание
Стадион имеет два блока: первый для зрителей (билетные кассы, туалеты, буфет, ложа прессы, VIP-трибуна), а второй для игроков (раздевалки, душевые, медпункт, комнаты допинг-контроля).

## Галерея

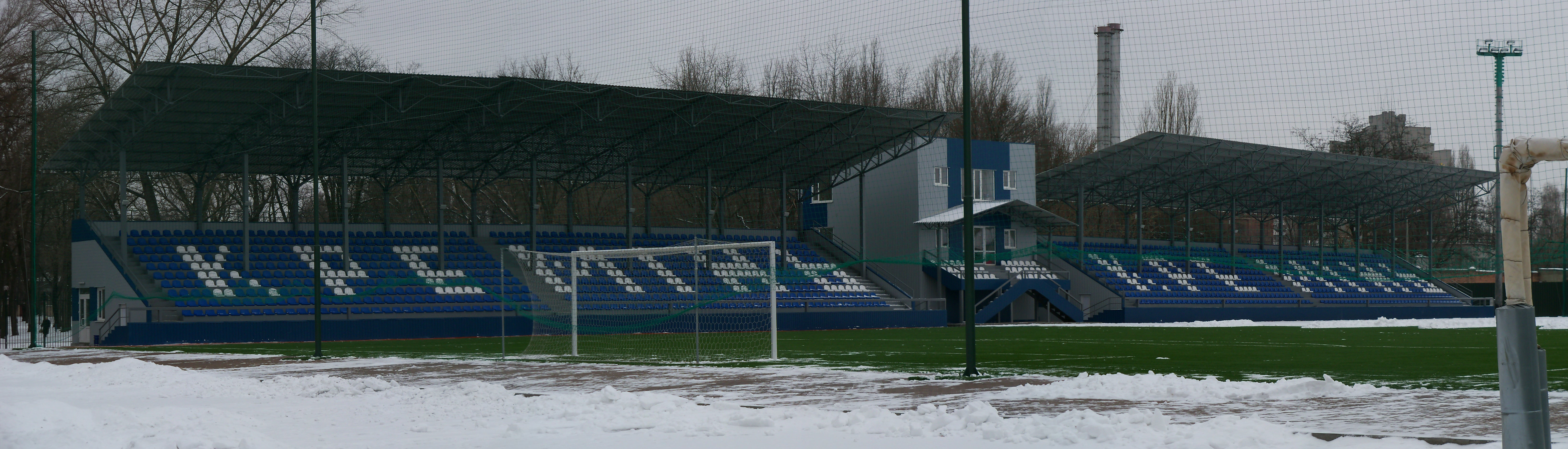
Панорама трибун
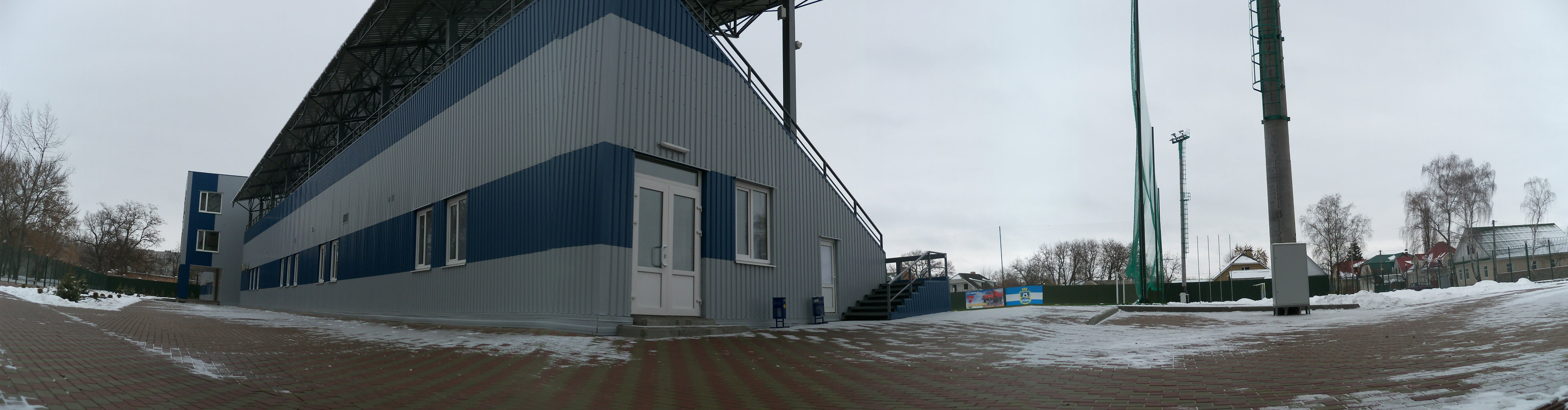
Панорама на входе в стадион